# Erigeron falconeri
Erigeron falconeri là một loài thực vật có hoa trong họ Cúc. Loài này được (C.B.Clarke) Botsch. mô tả khoa học đầu tiên năm 1961.